# Kinderkraft
Kinderkraft – marka i producent akcesoriów dziecięcych założona w 2011 roku, działająca na rynkach międzynarodowych. Oferuje produkty przeznaczone dla dzieci od pierwszych dni życia, dostępne w 63 krajach, w tym w Europie, Azji i Ameryce Północnej.

## Asortyment
Oferta marki obejmuje m.in.: 
- wózki dziecięce (w tym modele głębokie, spacerowe, kompaktowe i wielofunkcyjne),

- foteliki samochodowe (również modele modułowe i przeznaczone dla dzieci w różnych grupach wiekowych),

- pojazdy dziecięce (np. rowerki biegowe, trójkołowce, hulajnogi),

- produkty do użytku domowego (łóżeczka turystyczne i drewniane, krzesełka do karmienia, maty edukacyjne, bujaki, leżaczki, barierki ochronne),

- nosidła ergonomiczne.

Produkty są przeznaczone zarówno dla niemowląt, jak i starszych dzieci – np. foteliki samochodowe dla dzieci do 12. roku życia. 

## Historia i strategia
Kinderkraft rozpoczął działalność w 2011 roku. W kolejnych latach firma rozszerzała ofertę oraz zasięg sprzedaży. W 2025 roku zaprezentowano nową strategię komunikacyjną pod hasłem „The art of parenthood”, która koncentruje się na łączeniu funkcjonalności i bezpieczeństwa z estetyką oraz stylem życia współczesnych rodzin. 
Marka realizuje działania promocyjne i współprace, które podkreślają aspekt wzornictwa. Przykładem jest kolekcja przygotowana wspólnie z polską marką modową BIZUU, obejmująca m.in. wózki, rowerki i nosidła. 

## Bezpieczeństwo i certyfikacja
Produkty Kinderkraft są projektowane zgodnie z obowiązującymi europejskimi normami bezpieczeństwa. Foteliki samochodowe spełniają wymogi regulacji ECE R129 (i-Size). Niektóre modele fotelików zostały poddane niezależnym testom zderzeniowym prowadzonym przez niemiecką organizację ADAC (Allgemeiner Deutscher Automobil-Club), a wózki były oceniane m.in. przez Stiftung Warentest. 

## Współprace projektowe
Marka współpracowała z projektantami i ilustratorami, m.in. z francuską artystką Mélanie Johnsson, która przygotowała wzory graficzne do serii Happy Shapes. 

## Wyróżnienia
Produkty Kinderkraft były wielokrotnie nagradzane w międzynarodowych konkursach i rankingach: 
- Red Dot Design Award: 
  - rowerek biegowy GOSWIFT (2021)[8],
  - wózek spacerowy NUBI 2 (2024)[9];

- Mother&Baby Awards (Wielka Brytania) – wyróżnienia przyznawane przez jury złożone z rodziców i ekspertów branżowych[10];

- Made for Mums Awards (Wielka Brytania) – nagrody za testy konsumenckie, m.in. w kategoriach Best Pushchairs When Travelling on an Airplane[11] oraz Best Compact Fold Pushchairs[12];

- Nagroda Rodziców (Polska) – wyróżnienie dla modelu PILOT 2 w 2025 roku[13].